# ستيفن بلازا
ستيفن بلازا هو لاعب كرة قدم إكوادوري في مركز مهاجم ‏، ولد في 11 مارس 1999 في إسمرالداس في الإكوادور. لعب مع تايجرز أونال وريال بلد الوليد.

## وصلات خارجية
- ستيفن بلازا على موقع اتحاد تركيا (لاعب) (الإنجليزية)
- ستيفن بلازا على موقع قاعدة بيانات كرة القدم.إي يو (الإنجليزية)
- ستيفن بلازا على موقع ناشيونال فوتبول تيمز (الإنجليزية)
- ستيفن بلازا على موقع Soccerbase.com (لاعب) (الإنجليزية)
- ستيفن بلازا على موقع Soccerway.com (الإنجليزية)
- ستيفن بلازا على موقع AS.com (الإسبانية)